# Dynasty Warriors 5
Dynasty Warriors 5 (真・三國無双4 Chân Tam Quốc vô song 4, Shin Sangokumusō 4 tại Nhật Bản) là một trò chơi Tam Quốc trên PlayStation 2 và Xbox do hãng Koei của Nhật sản xuất.

## Tái hiện ngườiTam Quốc
Đây là phần 5 của trò chơi Dynasty Warriors,trò tập hợp những nhân vật có trong cuối đời Đông Hán và thời Tam Quốc
Về nhân vật, giống Dynasty Warriors 4 nhưng có thêm 
1. Guan Ping (Quan Bình)
2. Xing Cai (Tinh Thái)
3. Pang De (Bàng Đức)
4. Cao Pi (Tào Phi)
5. Ling Tong (Lăng Thống)
6. Zou Ci(Tả Từ)

Sửa đổi cả trang phục nhân vật cũ.

## Nhân vật
Có hai loại tướng:đại tướng và phó tướng. Phó tướng không có hình dạng nhất định.Sau đây là các đại tướng
-Shu(Thục)
- Liu Bei (Lưu Bị)
- Guan Yu (Quan Vũ)
- Zhang Fei (Trương Phi)
- Zhao Yun (Triệu Vân)
- Ma Chao (Mã Siêu)
- Huang Zhong (Hoàng Trung)
- Zhuge Liang (Gia Cát Lượng)
- Yue Ying (Hoàng Nguyệt Anh)
- Jiang Wei (Khương Duy)
- Wei Yan (Ngụy Diên)
- Pang Tong (Bàng Thống)
- Guan Ping (Quan Bình)
- Xing Cai (Tinh Thái)

-Wei(Ngụy)
- Cao Cao (Tào Tháo)
- Cao Pi (Tào Phi)
- Cao Ren (Tào Nhân)
- Xiahou Dun (Hạ Hầu Đôn)
- Xiahou Yuan (Hạ Hầu Uyên)
- Zhen Ji (Chân thị)
- Pang De (Bàng Đức)
- Zhang Liao (Trương Liêu)
- Xu Huang (Từ Hoảng)
- Zhang He (Trương Cáp)
- Xu Zhu (Hứa Chử)
- Dian Wei (Điển Vi)
- Sima Yi (Tư Mã Ý)

-Wu(Ngô)
- Sun Jian (Tôn Kiên)
- Sun Ce (Tôn Sách)
- Sun Quan (Tôn Quyền)
- Sun Shang Xiang (Tôn Thượng Hương)
- Huang Gai (Hoàng Cái)
- Gan Ning (Cam Ninh)
- Zhou Tai (Chu Thái)
- Ling Tong (Lăng Thống)
- Lu Meng (Lữ Mông)
- Taishi Ci (Thái Sử Từ)
- Lu Xun (Lục Tốn)
- Da Qiao (Đại Kiều)
- Xiao Qiao (Tiểu Kiều)
- Zhou Yu (Chu Du)

-Other(Khác)
- Zhang Jiao (Trương Giác)
- Dong Zhou (Đổng Trác)
- Lu Bu (Lữ Bố)
- Diao Chan (Điêu Thuyền)
- Yuan Shao (Viên Thiệu)
- Meng Hou (Mạnh Hoạch)
- Zhu Rong (Chúc Dung)
- Zou Ci (Tả Từ)

Lưu ý:Ở Dynasty Warriors 5 XTREME LEGEND, Dynasty Warriors 5, Warrios Orochi, Warrios Orochi 2 bạn chỉ chơi các nhân vật trên. Còn Dynasty Warriors 5 Empires thì bạn có thể chơi phó tướng.

## Cách chơi
Trò chơi này chơi 2 người. Có các nút 
- Vuông(D)là tấn công
- Tròn(O)là Musou
- Tam Giác(V)là tấn công thần
- Ích(X)là nhảy
- L1 là thủ
- L2 là ẩn(hoặc hiện)máu người và địch
- R1+D là bắn cung
- R2 là chuyển thể loại bản đồ

-Mỗi nhân vật đều có 4 vũ khí, khi ấn O, bạn sẽ luyện Musou, khi đủ Musou;ấn O bạn sẽ ra chưởng.Trường hợp máu bạn có màu đỏ Musou sẽ tự hồi phục, ấn O bạn sẽ ra chưởng mạnh hơn.
-Khi ân L1,nếu có tên địch trước mặt thì ân V
- Vũ khí 1:3(D)+(V)và 2(D)+(V)
- Vũ khí 2 có thêm:4(D)+(V) và 2(D)+nhiều(V)
- Vũ khí 3 có thêm:5(D)+(V) và 2(D)+nhiều(V)
- Vũ khí 4 có thêm:6(D)trở lên

Trong game, bạn sẽ gặp một thứ mà khi ăn sẽ có chữ Musou Rage, Musou Rage có chức năng là làm nhân vật đánh mạnh hơn, để kích hoạt bạn ấn R3.

## Thể loại
Hack & Slash
Có 4 phiên bản:
1. Dynasty Warriors 5
2. Dynasty Warriors 5 XTREME LEGEND
3. Dynasty Warriors 5 Empires
4. Dynasty Warriors 5 Special

## Phần trước của game
1. Dynasty Warriors 1
2. Dynasty Warriors 2
3. Dynasty Warriors 3
4. Dynasty Warriors 4

## Phần sau của game
1. Dynasty Warriors 6
2. Dynasty Warriors 7
3. Dynasty Warriors 8